# I'm in Love (canción)
«I'm in Love» es una canción compuesta por Bobby Womack, e interpretada originalmente por Wilson Pickett en 1967. El propio Womack grabó su versión de la canción en 1968 poco después de que se publicara la versión de Pickett y la incluyó en su álbum de 1969, Fly Me to the Moon. La versión más conocida de la canción es una grabación por la “Reina del Soul” Aretha Franklin.

## Versión de Aretha Franklin
La cantante estadounidense de soul Aretha Franklin grabó una versión de la canción el 10 de abril de 1973 en los estudios A&R. Franklin coprodujo la canción junto con Jerry Wexler y Arif Mardin. Fue publicada el 25 de febrero de 1974 como la tercera canción de su álbum Let Me in Your Life. Más tarde, se lanzó el 18 de marzo de 1974 por Atlantic como el segundo sencillo del álbum.

### Lista de canciones
7-inch single – Atlantic 45-2999
1. «I'm in Love» (Bobby Womack) – 2:48
2. «Oh Baby» (Aretha Franklin) – 4:55

### Créditos y personal
Créditos adaptados desde las notas de álbum de Let Me in Your Life.
Músicos
- David Spinozza – guitarra
- Cornell Dupree – guitarra
- Donny Hathaway – piano
- Stan Clarke – bajo eléctrico
- Rick Marotta – batería
- Ralph MacDonald – percusión
- Cissy Houston – coros
- Deirdre Tuck – coros
- Judy Clay – coros
- Gwen Guthrie – coros

Personal técnico
- Jerry Wexler – producción
- Arif Mardin – producción, mezclas
- Aretha Franklin – producción
- Phil Ramone – ingeniero de audio

### Posicionamiento

#### Gráfica semanal
| Gráfica (1974)                                  | Pico de posición |
| ----------------------------------------------- | ---------------- |
| Estados Unidos (Billboard Hot 100)              | 19               |
| Estados Unidos (Billboard Hot Soul Singles)     | 1                |
| Estados Unidos (Cash Box Top 100 Singles)       | 16               |
| Estados Unidos (Cash Box R&B Top 70)            | 3                |
| Estados Unidos (Record World R&B Singles Chart) | 1                |

#### Gráfica de fin de año
| Gráfica (1974)                              | Pico de posición |
| ------------------------------------------- | ---------------- |
| Estados Unidos (Billboard Hot Soul Singles) | 14               |